# Montu
Montu är en inverterad berg- och dalbana av stål i parken Busch Gardens Tampa i Tampa, Florida i USA. Berg- och dalbanan är parkens andra tillverkad av schweiziska Bolliger & Mabillard, till följd av succén av Kumba, som öppnade tre år tidigare. Attraktionen var vid öppnandet, världens högsta och högst fortgående inverterade berg- och dalbana, två titlar som berg- och dalbanan Alpengeist i systerparken Busch Gardens Williamsburg erövrade ett år senare. Attraktionen, som finns i parkens Egypten-sektion, har 7 inversioner, är 46 m hög och har en maxfart på 103 km/h.